# Alberto Melucci
Alberto Melucci (Rimini, 27 de noviembre de 1943 – Rimini, 12 de septiembre de 2001) fue un sociólogo italiano.
Alberto Melucci fue profesor ordinario de Sociología de los procesos culturales en la Universidad de Milán, donde fue también docente del Colegio de especialización en psicología clínica. Era, además, psicoterapeuta y poeta.
Sus aportes teóricos sobre acción colectiva y conflicto social, así como sus estudios sobre nuevos movimientos sociales, lo sitúan como un referente a nivel global.

## Teoría de los movimientos sociales
Para Alberto Melucci, se debe reaccionar ante la errónea idea de que la acción colectiva es "un dato" cuyos componentes se unifican, en torno a "valores, intenciones y fines", que se dan por sentados; más importante aún, es la advertencia de que no es la ideología de sus líderes o la caracterización que externamente se hace del movimiento, lo que compone su "verdadera" realidad.

### Sistema de acción multipolar
El sistema de Acción Multipolar se da cuando “observamos a un número de individuos actuando colectivamente”, quienes se encuentran en proceso de negociación constante, para organizar su acción y darle un sentido a su unión. Dicho sistema se organiza bajo 3 ejes: los fines (el sentido de la acción), los medios (posibilidades y limitantes) y el ambiente (lugar de acción); los cuales son interdependientes y diversos; estos se encuentran en constante tensión, pues resulta difícil mantener un equilibrio o integrarlos. Por tanto, los propios actores colectivos que son resultado de intenciones, recursos y límites, son los que dan la connotación de acción colectiva, tomando en cuenta los ejes anteriores. Ejemplo de lo anterior son los movimientos para obtener el sufragio femenino.

#### Utilidad en el contexto educativo
Melucci permite en primera instancia a aquellos que se encuentren en secundaria o niveles universitarios entender los movimientos sociales desde una perspectiva clara lo que representan en cuanto a su significado, organización y lucha contra el poder. Melucci construye la idea de los movimientos sociales como sistemas agregados que combinan el accionar de 3 grandes ámbitos en los cuales tienen asidero o lógica estos movimientos de respuesta: los fines de la acción, los medios para lograrlo y el ambiente en el que se desarrolla la lucha social. El autor permite a los discentes del proceso educativo entender que los movimientos sociales por la naturaleza y el nivel de respuesta que poseen tienen la naturaleza de poseer fronteras de aceptación (capacidad de tolerar diferencias en la estructura), pero que en determinadas circunstancias estos límites que se plantean pueden romperse debido a que no se controla el nivel de diferencia que puede llegar a existir en un movimiento social sobre determinados temas. Pero todo esto tiene como norte generar fuertes rasgos de afinidades que permita que el grupo social en cuestión defienda determinadas ideas con todo vigor frente a lo que se conoce como la causa y la razón de ser del movimiento social. En este sentido, Melucci pretende brindar con claridad dos características de los movimientos sociales, por una parte el movimiento social surge como respuesta ante una causa, es decir, hay evidencia de un conflicto de intereses que por la naturaleza de lo que se está haciendo está afectando a las personas de un determinado lugar, lo cual hace que estos se unan por una razón en específico. Por otra parte, el grupo social debe reconocerse a sí mismo como una sola unidad de lucha -con sus claras diferencias- que se encuentran en procura de mejorar la situación o el conflicto que está provocando inestabilidad social, y a su vez con esta lucha se crean las condiciones para que el movimiento se pueda observar desde afuera como un bloque unificado.
Desde el punto de la legitimidad del movimiento social: el grupo social necesita verse desde afuera como un bloque con un alto grado de cohesión para dar evidencia a la sociedad en general que son fuertes y están defendiendo determinadas situaciones debido a que de seguirse dando lo contrario o que se logre concretar la idea contra la que lucha el movimiento social provocaría un alto grado de conflicto social, y por otro lado se encuentra la visión de los que se encuentran en el poder, los cuales intentan minimizar el tamaño del grupo social y hacerlo ver como un elemento disgregado y débil.
En síntesis, la perspectiva de Melucci intenta brindar a los discentes incertos en el contexto educativo las herramientas para comprender la naturaleza del conflicto social, las dimensiones de los procesos, condicionantes para su existencia y la manera en la que estos actores sociales juegan un papel fundamental para equilibrar la balanza o cuota del poder entre los que se encuentran en mandos de control y las manifestaciones de control que ejerce la sociedad civil por medio de las manifestaciones contra determinadas acciones que emprenden desde arriba.

### Agregación Colectiva
El comportamiento de agregación, hace referencia a la formación de un colectivo, que en este caso, no está cohesionado por intereses o metas varias en común por parte del conjunto de personas. En esta agregación colectiva, el protagonismo está centrado en la acción de cada individuo y no de la toma de decisiones o acciones de manera grupal. Tal y como Melucci indica, el fenómeno se puede descomponer en cada individuo sin que pierda sus características inherentes, ocurre una agregación en el espacio y el tiempo pero sin solidaridad, es decir, el ente grupal aunque exista, no es un movimiento que busque el bien estar común de sus integrantes, pues a la hora de que una persona vea satisfechos sus intereses, puede desprenderse de la agrupación sin pensar en lo que es importante para los demás.

#### Orientaciones de la acción colectiva
Alberto Melucci señala que las acciones colectivas pueden tomar distintas orientaciones y señala cuatro posibles, que son solidaridad, agregación, conflicto y consenso. Dichas orientaciones se entienden mejor si se ven como dos parejas de distintas posibilidades, por eso así se explican a continuación.
Solidaridad o agregación:  la solidaridad se da cuando los individuos que participan en la acción, se reconocen a sí mismos como parte del grupo y son reconocidos por este; en cambio, la agregación se da cuando los individuos se suman a una acción colectiva por intereses propios y no necesariamente se sienten parte del grupo.
Conflicto o consenso: una acción colectiva se orienta hacía el conflicto cuando los actores compiten entre ellos por recursos a los que le atribuyen algún valor; o se orienta al consenso cuando se establecen reglas para el uso de los recursos y los actores aceptan dichas reglas.
Melucci también señala que en una sociedad hay límites de compatibilidad, que son: “el rango de variación que puede tolerar un sistema sin que se modifique su estructura.”, la transgresión de dichos límites es otra orientación que pueden tomar las acciones colectivas, pero sucede pocas veces. Para poner un ejemplo de un movimiento donde no se transgredieron los límites de compatibilidad, se puede señalar el movimiento por los derechos civiles de los negros en Estados Unidos al mando de Martin Luther King, ya que buscaba el reconocimiento de sus derechos por medio de la ley y buscaron ser escuchados en la Corte Suprema de Justicia, un medio del propio sistema de gobierno estadounidense. En cambio, un ejemplo donde si se dio la transgresión de los límites lo podemos encontrar años más adelante en las luchas de los negros estadounidenses después de 1966 cuando Huey Newton y Bobby Seale crearon el partido de las Panteras Negras, el cual en 1970 llegó a incluir la formación de grupos armados, lo cual si era totalmente incompatible e inaceptable para el sistema estadounidense.

### Sistemas de acción
Los sistemas de acción, como indica su nombre, hace referencia a la función colectiva del grupo en pro de solidaridades y metas comunes. En un sistema cada parte es importante para la funcionalidad y una correcta marcha de hacia los propósitos, por ello es que en los sistemas de acción, el individuo es importante en tanto a la influencia y compromiso que tenga para con el colectivo. El contexto y los liderazgos no se excluyen, sino que son parte del proceso en donde se dan las interacciones entre las personas. Melucci sobre esto, apunta a que en un campo empírico, a los actores colectivos se les ve indudablemente moviéndose con cierta unidad y continuidad a lo largo del tiempo, esto, debido a que las relaciones, y sobre todo, las solidaridades, van fortaleciendo la cohesión y búsqueda continua de intereses comunes del grupo. Sin embargo, hay que tener en cuenta la subjetividad a la hora de calificar la fortaleza de estos movimientos, pues si se pertenece a uno de estos, se puede tender a "exagerar" los logros del grupo, y si se es contrario a este, podría más bien, aminorar las acciones de ese conjunto.
Un ejemplo de movimiento social que se vincula a sistemas de acción es el que representa el Foro Social Mundial, un movimiento social altermundista, en el que se encuentran las clases medias del Norte, sensibilizadas pero privilegiadas por el sistema que critican, y los colectivos que éste excluye, margina y discrimina. Incorpora a la discusión entre burguesía y proletariado las desigualdades Norte-Sur, haciendo que los problemas y luchas de un colectivo determinado sean percibidos como una lucha en la que están implicados tanto los actores locales que intervienen directamente en tal situación como el mencionado gobierno económico mundial, que son considerados cómplices de las situaciones de injusticia locales.

### Definición analítica
Melucci propone que el término movimiento social es un concepto carente de significado y que para poder entender los movimientos sociales es necesario pasar de las generalidades empíricas a un abordaje desde tres conceptos analíticos:
1. Solidaridad: implica el reconocimiento entre sus miembros o participantes y por otros como una "unidad social".
2. Presencia de conflicto: cuando existe oposición sobre un objeto, elemento o interés común entre dos partes.
3. Ruptura de los límites de un sistema: sobrepasar el límite de cambios que el sistema puede tolerar.

Estos elementos se evidencian dentro del movimiento de la comunidad LGTBI (lesbianas, gais, transexuales, bisexuales e intersexuales), donde hay un reconocimiento entre sus miembros y por parte de otros (solidaridad). Además existen partes que se oponen a los derechos plenos que solicitan estas organizaciones (presencia de conflicto) y finalmente estas solicitudes van en contra de los límites morales-religiosos del sistema que no esta dispuesto a ceder.
De esta manera estas tres dimensiones caracterizan un movimiento social, la falta de alguno de estos implica un tipo diferente de actividad colectiva.

## Obras principales

### Sociología
- Leszek Kolakowski: un marxismo spregiudicato, Milano, Vita e pensiero, 1967
- Società socialista e laicizzazione: la dinamica attuale dell'atteggiamento religioso in Polonia, Milano, Vita e Pensiero, 1969
- Classe dominante e industrializzazione: ideologie e pratiche padronali nello sviluppo capitalistico della Francia, Milano, FrancoAngeli, 1974
- La mediation ambigue: vers la formation d'un systeme institutionnel de relations professionnelles en Italie, Paris, Edition du Seuil, 1975
- Movimenti di rivolta. Teorie e forme dell'azione collettiva (a cura di), Milano, Etas, 1976
- Sistema politico, partiti e movimenti sociali, Milano, Feltrinelli, 1977
- Appunti su movimenti, terrorismo, societa italiana, Bologna, Il Mulino, 1978
- L'invenzione del presente. Movimenti, identità, bisogni individuali, Bologna, Il Mulino, 1982
- Corpi estranei. Tempo interno e tempo sociale in psicoterapia, Milano, Libreria scientifica Ghedini, 1984
- Libertà che cambia, Milano, Unicopli, 1987
- Riproduzione, eros, comunicazione, Como, Red, 1988
- Nomads of the Present. Social Movements and Individual Needs in Contemporary Society, edited by John Keane and Paul Mier, Philadelphia: Temple University, 1989.
- Il gioco dell'io. Cambiamento di sé in una società globale Milano, Feltrinelli, 1991
- Nazioni senza Stato. I movimenti etnico-nazionali in occidente (con Mario Diani), Milano, Feltrinelli, 1992
- L'età dell'oro. Adolescenza tra sogno ed esperienza, con Anna Fabbrini, Milano, Feltrinelli, 1992
- Passaggio d'epoca, il futuro è adesso Feltrinelli, 1994; Ledizioni 2010
- Creatività, miti, discorsi, processi (a cura di), Feltrinelli, 1994
- (en inglés)EN) Challenging Codes: Collective Action in the Information Age, Cambridge, Cambridge University Press, 1996
- (en inglés)EN) The Playing Self: Person and Meaning in the Planetary Society, Cambridge, Cambridge University Press, 1996
- Verso una sociologia riflessiva. Ricerca qualitativa e cultura, Bologna, Il Mulino, 1998
- Parole Chiave. Per un nuovo lessico delle scienze sociali Roma, Carocci, 2000
- Diventare persone, Torino, Gruppo Abele, 2000
- Culture in gioco. Differenze per convivere Milano, Il Saggiatore, 2000

En español
- Acción colectiva, vida cotidiana y democracia. México: El Colegio de México, Centro de Estudios Sociologicos, 1999
- Vivencia y convivencia: teoría social para una era de la información. Madrid: Editorial Trotta, 2001
- Cuerpos extraños. Ciudad Autónoma de Buenos Aires: Estudios Sociológicos Editora, 2016
- "Las Teorias de los Movimientos Sociales" en Estudios Políticos, vol. 4, no. 4, 1985, pp. 92.
- Con Alejandra Massolo “La acción colectiva como construcción social.” en Estudios Sociológicos, vol. 9, no. 26, 1991, pp. 357–364.
- Con Clara Zapata Tarrés. “Individualización y globalización. Perspectivas teóricas.” en Estudios Sociológicos, vol. 14, no. 41, 1996, pp. 291–310.

### Poesía
- Giorni e cose, prefazione di Lalla Romano, Verucchio, Pazzini, 2000
- Zénta, Verucchio, Pazzini, 2000
- Mongolfiere, postfazione di Ezio Raimondi, Milano, Rosellina Archinto Editore, 2002